# Ironie

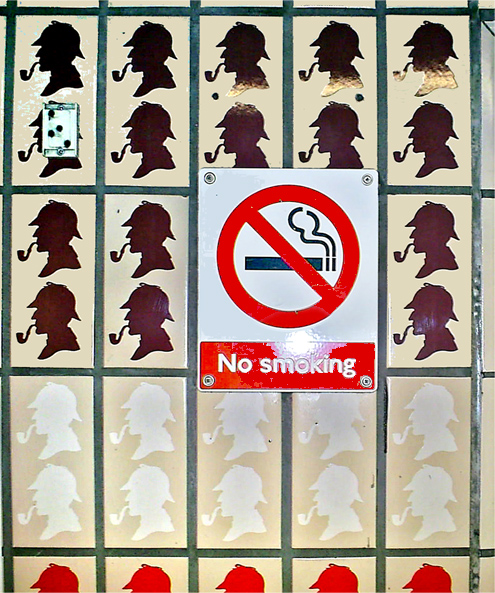
"Situational irony", een rookverbod op een bord met een rokende Sherlock Holmes, in het Baker Street metrostation

Ironie (uit het Grieks: εἰρωνεία (eirooneia) = geveinsde onwetendheid) is op een licht spottende manier het tegenovergestelde zeggen of iets anders dan wat men bedoelt, en dit op een manier die laat verstaan dat men het niet ernstig meent. Naast deze verbale ironie is er ook een vorm van ironie die situationeel wordt genoemd. In het Frans noemt men ironie weleens "l'arme du faible" (het wapen van de zwakke), omdat het voor de zwakke daarmee mogelijk is om zijn mening te geven zonder dat het voor iedereen overduidelijk en daarmee gevaarlijk is.

## Etymologie
'Ironie' is in Vroegnieuwnederlands "schimp-reeden"; in Nieuwnederlands "spotternij door juist iets anders te zeggen dan wat men bedoelt, of zelfs het tegenstelde"

Via het Franse 'ironie' fijne spot [13e eeuw; Rey], maar pas gebruikelijk vanaf de 16e eeuw. Het Latijnse 'īrōnīa', eveneens fijne spot, ontleend aan Grieks eirōneíā 'geveinsde onwetendheid', afleiding van eírōn 'veinzer, huichelaar', dat misschien verwant is met het werkwoord eírein 'spreken'.

De Griekse term εἰρωνεία (eirōneíā) is vooral bekend van Socrates, die door zich als onwetend voor te doen de verwaandheid van zijn gesprekspartners aan de kaak stelde en hun eigen onwetendheid aantoonde.

## Verbale ironie
Verbale ironie rekent op begrip bij de verstaander. Voor een geestig of grappig effect worden woordspelingen of woorden met dubbele betekenis gebruikt. Om het verschil tussen het gezegde en het bedoelde uit te drukken, kan ironie gebruikmaken van andere stijlfiguren, zoals sarcasme (bijtende spot) en understatement. Met gezichtsuitdrukkingen en intonatie kan de gebruiker van ironie aan de verstaander hints geven dat de uitspraak niet letterlijk bedoeld is.

## Situationele ironie
Situationele ironie vereist dat iemands verwachtingen worden gedwarsboomd en wordt ook wel eens een ironie van gebeurtenissen genoemd. De uitkomst kan tragisch of humoristisch zijn, en is altijd onverwacht.  
Bij de toepassing van dit stijlmiddel gaat het met name om scherpe contrasten tussen het feitelijk gebeurde en de verwachting:
- Een bekend voorbeeld van situationele ironie komt uit de film The Sixth Sense. Het hoofdpersonage Malcolm Crowe (Bruce Willis) komt dankzij zijn ervaringen met Cole, een kind dat "dode mensen kan zien", pas later tot het besef dat hij in feite dood is.
- Een dokter die succesvol kanker geneest, maar zelf sterft aan diezelfde kanker.
- Uitvinders die sterven door hun eigen uitvindingen.
- Tijdens de Amerikaanse Burgeroorlog zei generaal John Sedgwick dat sluipschutters van de Confederatie nog geen olifant zouden kunnen raken, meteen hierna werd hijzelf neergeschoten door een sluipschutter.

In de Engelse taal wordt deze vorm van irony, gekenmerkt door de spottende humoristische ondertoon, veel gebruikt bij satire.

## Uitingsvormen in de taal
Ironie gebruikt verschillende uitingsvormen:
- De omkering, de vorm waarbij precies het tegengestelde gezegd wordt van wat men bedoelt.
Dat is me een lieve jongen.
Nou, het is me wat moois.
- De overdrijving, ook wel hyperbool genaamd, het met opzet vergroten van dingen waardoor het in het bespottelijke wordt gedreven.
Over dat klusje deed hij een eeuwigheid.
Het duurt jaren om dat op te lossen!
- Het understatement, het tegenovergestelde van de overdrijving, het verzwakken van een mededeling. Door de verzachting wordt de mededeling juist kracht bijgezet, dankzij de ironie.
Niet alles wat u zegt kan ik begrijpen.
We komen hooguit een klein beetje geld tekort.
- Niet-passend woordgebruik, het maken van een onverwachte verschuiving in het woordgebruik. Bijvoorbeeld ineens deftige woorden gebruiken, of juist platvloerse woorden.
Wij ontvingen daar een missive over.

## Ironie in de literatuur
Ironie is niet tijds- of stromingsgebonden. Een klassiek-Griekse toneelschrijver als Aristophanes bediende zich uitbundig van diverse vormen van spot, waaronder ironie; het middeleeuwse spotdicht Reynaert de Vos bedient zich eveneens van alle gradaties. Het 19e-eeuwse realisme is over het algemeen geen goede voedingsbodem voor ironie, maar er zijn uitmuntende voorbeelden, zoals het werk van de Engelse romanschrijfster Jane Austen en de Russische toneelschrijver Anton Tsjechov. Vooral de 20e eeuw is het domein van de ironie; in de Nederlandstalige literatuur kan gedacht worden aan Multatuli, Willem Elsschot, Godfried Bomans, Simon Carmiggelt en Gerard Reve.
Elsschots romans Kaas en Lijmen/Het been laten in humoristisch perspectief een beeld zien van de zakenwereld, dat in alle opzichten iets uitvergroot, een tikje schrijnend en net niet realistisch is. 'Lijmen' en 'Het Been' tonen een geweldenaar, Boorman, die een stuk minder groot lijkt als hij door Laarmans wordt opgevolgd; zijn bedrijf bestaat uit een kantoor vol lege zalen. In 'Kaas' koopt de hoofdpersoon een enorme portie kazen op die hij onmogelijk weer kwijtraakt. In beide boeken wordt de handelswereld op een subtiele manier doorgeprikt.

## Ironie in de filosofie
Op het particuliere vlak staat filosofie in het teken van ironie, het besef van de onophefbare contingentie (toevalligheid) van het eigen bestaan. De contingentiegedachte - het had ook anders kunnen zijn - komt van de Amerikaanse filosoof Richard Rorty. Het individuele besef dat ons bestaan door en door contingent is, noemt hij ironie. Ironici gaan ervan uit dat hun bestaan geen harde kern heeft, maar een product is van vele omstandigheden die zij zelf niet in de hand hebben. Volgens Rorty neigen ironici, zoals Proust en Nabokov, en de filosofen Friedrich Nietzsche, Martin Heidegger en Foucault, ertoe te worstelen met dit probleem.

Op het andere vlak, het publieke vlak, staat de filosofie in het teken van solidariteit. Als leden van een gemeenschap moeten wij ons ten opzichte van elkáár rechtvaardigen, en niet ten opzichte van God, de Natuur, de Mens of de Werkelijkheid.

## Misverstanden

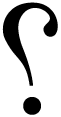
Ironieteken

Ironie veroorzaakt nogal eens misverstanden in geschreven teksten. Zuivere geschreven tekst kent immers intonatie noch lichaamstaal, net díe signalen die bij persoonlijke communicatie (irl) duidelijk maken of een opmerking al dan niet ironisch is. Wanneer niet overduidelijk het tegengestelde waar is, kan het zodoende heel lastig zijn in te schatten of iets al dan niet ironisch bedoeld is. Dit kan vermeden worden door een :-) (smiley) bij het ironische te plaatsen. Dit is vooral gebruikelijk op teksten op het internet, maar niet in de literatuur.
Verschillende auteurs - in Nederland bijvoorbeeld Hugo Brandt Corstius en Willem Frederik Hermans - hebben voorgesteld een ironieteken in te voeren. Op deze manier zou men lezers duidelijk kunnen maken wanneer ironie in een tekst gebruikt wordt; anderen meenden dat op die manier de bedoelde ambiguïteit verloren zou gaan. In 2007 kwam de CPNB zogenaamd met een voorstel, dat bij nader inzien een advertentie voor de Boekenweek was. De ironie van de advertentie is niet iedereen opgevallen.
Ook bij televisieboodschappen kunnen ironische boodschappen verkeerd begrepen worden. Ze kunnen zelfs een averechts effect hebben. De comedyserie All in the Family draait om de sterk bevooroordeelde en racistische Archie Bunker. Hij geeft voortdurend af op zijn linkse schoonzoon en zijn zwarte buurman. De ironie zit hem in het feit dat hij als dom, koppig en kortzichtig wordt neergezet, en dat juist zijn schoonzoon en zijn buurman hem af en toe uit de penarie helpen. Maar uit onderzoek bleek dat mensen die uit zichzelf al bevooroordeeld waren juist sympathiseerden met Archie Bunker, in wie ze hun vooroordelen bevestigd zagen. Mensen die niet die vooroordelen hadden, sympathiseerden juist met zijn schoonzoon.
In Nederland deed zich op televisie een vergelijkbare situatie voor bij de Tegenpartij van Kees van Kooten en Wim de Bie. De fictieve partij was bedoeld als humoristisch commentaar op 'vrije jongens', maar deze partij bleek onbedoeld een groot aantal aanhangers te krijgen. Dat een grote groep mensen de ironie niet begrepen was voor Van Kooten en De Bie aanleiding om de 'Tegenpartij' op te heffen. 